# Campionati europei di ciclismo su pista 2025 - Keirin maschile
La gara del keirin maschile ai Campionati europei di ciclismo su pista 2025 si svolse il 16 febbraio 2025 presso il Omnisport Heusden-Zolder di Heusden-Zolder, in Belgio.

## Risultati

### Primo turno
I vincitori avanzano al secondo turno, tutti gli altri sono rilegati al ripescaggio.
Heat 1
| Rank | Atleta           | Nazione     | Note |
| ---- | ---------------- | ----------- | ---- |
| 1    | Harrie Lavreysen | Paesi Bassi | Q    |
| 2    | Matěj Tamme      | Rep. Ceca   |      |
| 3    | Rafał Sarnecki   | Polonia     |      |
| 4    | Lyall Craig      | Regno Unito |      |

Heat 2
| Rank | Atleta               | Nazione  | Note |
| ---- | -------------------- | -------- | ---- |
| 1    | Mateusz Rudyk        | Polonia  | Q    |
| 2    | Konstantinos Livanos | Grecia   |      |
| 3    | Laurynas Vinskas     | Lituania |      |
| 4    | Esteban Sánchez      | Spagna   |      |
| 5    | Vladyslav Denysenko  | Ucraina  |      |

Heat 3
| Rank | Atleta               | Nazione  | Note |
| ---- | -------------------- | -------- | ---- |
| 1    | Mikhail Iakovlev     | Israele  | Q    |
| 2    | Patrik Rómeó Lovassy | Ungheria |      |
| 3    | Mattia Predomo       | Italia   |      |
| 4    | José Moreno Sánchez  | Spagna   |      |
| 5    | Eduard Žalar         | Slovenia |      |

Heat 4
| Rank | Atleta              | Nazione                     | Note |
| ---- | ------------------- | --------------------------- | ---- |
| 1    | Maximilian Dörnbach | Germania                    | Q    |
| 2    | Stefano Moro        | Italia                      |      |
| 3    | Nikita Kalachnik    | Atleti Neutrali Autorizzati |      |
| 4    | Runar De Schrijver  | Belgio                      |      |
| 5    | Dominik Topinka     | Rep. Ceca                   |      |

Heat 5
| Rank | Atleta                 | Nazione     | Note |
| ---- | ---------------------- | ----------- | ---- |
| 1    | Tom Derache            | Francia     | Q    |
| 2    | Harry Ledingham-Horn   | Regno Unito |      |
| 3    | Lowie Nulens           | Belgio      |      |
| 4    | Ioannis Kalogeropoulos | Grecia      |      |
| 5    | Luca Spiegel           | Germania    |      |

Heat 6
| Rank | Atleta           | Nazione                     | Note |
| ---- | ---------------- | --------------------------- | ---- |
| 1    | Sebastien Vigier | Francia                     | Q    |
| 2    | Tijmen van Loon  | Paesi Bassi                 |      |
| 3    | Nikita Kiriltsev | Atleti Neutrali Autorizzati |      |
| 4    | Vasilijus Lendel | Lituania                    |      |
| 5    | Bohdan Danylchuk | Ucraina                     |      |

### Ripescaggio
I vincitori avanzano al secondo turno, tutti gli altri sono eliminati.
Template:Col-begin
Heat 1
| Rank | Atleta           | Nazione   | Note |
| ---- | ---------------- | --------- | ---- |
| 1    | Matěj Tamme      | Rep. Ceca | Q    |
| 2    | Vasilijus Lendel | Lituania  |      |
| 3    | Esteban Sánchez  | Spagna    |      |

Heat 2
| Rank | Atleta               | Nazione     | Note |
| ---- | -------------------- | ----------- | ---- |
| 1    | Lowie Nulens         | Belgio      | Q    |
| 2    | Konstantinos Livanos | Grecia      |      |
| 3    | Lyall Craig          | Regno Unito |      |
| 4    | Eduard Žalar         | Slovenia    |      |

Heat 3
| Rank | Atleta                 | Nazione                     | Note |
| ---- | ---------------------- | --------------------------- | ---- |
| 1    | Nikita Kalachnik       | Atleti Neutrali Autorizzati | Q    |
| 2    | Bohdan Danylchuk       | Ucraina                     |      |
| 3    | Patrik Rómeó Lovassy   | Ungheria                    |      |
| 4    | Ioannis Kalogeropoulos | Grecia                      |      |

Heat 4
| Rank | Atleta              | Nazione                     | Note |
| ---- | ------------------- | --------------------------- | ---- |
| 1    | Stefano Moro        | Italia                      | Q    |
| 2    | Nikita Kiriltsev    | Atleti Neutrali Autorizzati |      |
| 3    | Rafał Sarnecki      | Polonia                     |      |
| 4    | Vladyslav Denysenko | Ucraina                     |      |

Heat 5
| Rank | Atleta               | Nazione     | Note |
| ---- | -------------------- | ----------- | ---- |
| 1    | Laurynas Vinskas     | Lituania    | Q    |
| 2    | José Moreno Sánchez  | Spagna      |      |
| 3    | Harry Ledingham-Horn | Regno Unito |      |
| 4    | Dominik Topinka      | Rep. Ceca   |      |

Heat 6
| Rank | Atleta             | Nazione     | Note |
| ---- | ------------------ | ----------- | ---- |
| 1    | Mattia Predomo     | Italia      | Q    |
| 2    | Tijmen van Loon    | Paesi Bassi |      |
| 3    | Luca Spiegel       | Germania    |      |
| 4    | Runar De Schrijver | Belgio      |      |

### Secondo turno
I primi tre avanzano alla finale 1–6, gli altrin avanzano alla finale 7–12.
Heat 1
| Rank | Atleta              | Nazione                     | Note |
| ---- | ------------------- | --------------------------- | ---- |
| 1    | Harrie Lavreysen    | Paesi Bassi                 | Q    |
| 2    | Tom Derache         | Francia                     | Q    |
| 3    | Maximilian Dörnbach | Germania                    | Q    |
| 4    | Lowie Nulens        | Belgio                      |      |
| 5    | Mattia Predomo      | Italia                      |      |
| 6    | Nikita Kalachnik    | Atleti Neutrali Autorizzati |      |

Heat 2
| Rank | Atleta           | Nazione   | Note |
| ---- | ---------------- | --------- | ---- |
| 1    | Sébastien Vigier | Francia   | Q    |
| 2    | Mateusz Rudyk    | Polonia   | Q    |
| 3    | Stefano Moro     | Italia    | Q    |
| 4    | Mikhail Yakovlev | Israele   |      |
| 5    | Matěj Tamme      | Rep. Ceca |      |
| 6    | Laurynas Vinskas | Lituania  |      |

### Finale
Small final
| Rank | Atleta           | Nazione                     | Note |
| ---- | ---------------- | --------------------------- | ---- |
| 7    | Mikhail Yakovlev | Israele                     |      |
| 8    | Nikita Kalachnik | Atleti Neutrali Autorizzati |      |
| 9    | Lowie Nulens     | Belgio                      |      |
| 10   | Laurynas Vinskas | Lituania                    |      |
| 11   | Matěj Tamme      | Rep. Ceca                   |      |
| 12   | Mattia Predomo   | Italia                      |      |

Finale
| Rank | Atleta              | Nazione     | Note |
| ---- | ------------------- | ----------- | ---- |
| 1    | Harrie Lavreysen    | Paesi Bassi |      |
| 2    | Maximilian Dörnbach | Germania    |      |
| 3    | Tom Derache         | Francia     |      |
| 4    | Stefano Moro        | Italia      |      |
| 5    | Mateusz Rudyk       | Polonia     |      |
| 6    | Sébastien Vigier    | Francia     |      |